# Veo
Veo és una pedania del municipi de l'Alcúdia de Veo (Plana Baixa) amb 57 habitants (2015). Se situa a l'esquerra del riu de Veo, aigua avall del cap del municipi, al vessant septentrional de la serra d'Espadà. El nucli està arrenglerat al nord de la carretera CV-223 (Coll d'Artana - Onda).

## Història
Els orígens del poblament cal cercar-los en l'època musulmana, de la mateixa manera que ocorre en molts dels pobles del voltant. Pel que fa al topònim, cal dir que aquest no és de procedència àrab, cosa que podria significar l'existència d'un poblament anterior. Malgrat tot, Madoz la considerà una població "moderna", fundada al segle xviii, cosa completament errònia.
El 1535, després de la revolta morisca de la Serra d'Espadà que havia tingut lloc el 1526, començà la conversió forçada de tots els habitants del poble. Com assenyala Benítez, per a tal fi es va disposar la creació d'una parròquia a l'Alcúdia de Veo de la qual dependrien les esglésies de Veo, Benitandús i Alfara, alqueria hui dia desapareguda.
Poc abans de l'expulsió dels moriscos, l'any 1602 comptava amb 41 llars. Repoblada amb cristians, el 1765 tenia 50 veïns distribuïts a 48 habitatges, segons el registre del comptador major i procurador general del duc de Medinaceli i de Sogorb i marqués de Dénia recollit per Grau i Romero. A les acaballes d'eixe segle, Cavanilles comptà 57 veïns. Ascendiren a mitjan segle xix fins als 93, fent la suma amb els de Benitandús, i tot resultant 402 habitants.

## Llengua
La llengua pròpia dels veolins i de les veolines és el valencià. Tanmateix, al cap del municipi, a l'Alcúdia de Veo, es parla el castellà.
Tot i la proximitat dels dos nuclis, també contrasten els cognoms que hi predominen a un indret i a l'altre. Així doncs, a Veo abunden els llinatges Ballester, Pallarés o Ortells, mentre que a l'Alcúdia de Veo són més comuns Molina, Villalba o Morón.

## Demografia
| 2000 | 2001 | 2002 | 2003 | 2004 | 2005 | 2006 | 2007 | 2008 | 2009 | 2010 | 2011 | 2012 | 2013 | 2014 | 2015 |
| ---- | ---- | ---- | ---- | ---- | ---- | ---- | ---- | ---- | ---- | ---- | ---- | ---- | ---- | ---- | ---- |
| 62   | 58   | 53   | 56   | 55   | 57   | 61   | 65   | 60   | 57   | 57   | 58   | 58   | 58   | 57   | 57   |

## Llocs d'interés

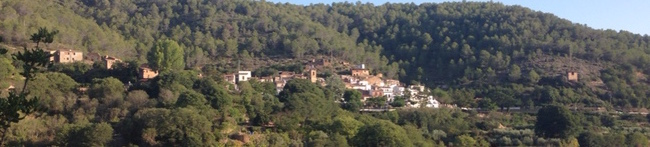
Veo vist des del camí d'Aín

- Veo vist des del camí d'AínEsglésia de la Mare de Déu de l'Assumpció. És d'estil barroc desornamentat i consta només d'una nau amb capelles laterals. Forma part de l'Arxiprestrat d'Onda i del Bisbat de Sogorb-Castelló. Depèn de l'església de l'Alcúdia de Veo, administrada pel retor de la de Tales.
- Calvari. Situat a la banda de dalt del poble. Del segle xix.
- Font de la Pistola. Ubicada a la vora del riu de Veo, a prop del camí d'Aín.
- GR-36. Sender de llarg recorregut que travessa la serra d'Espadà des de La Vilavella fins a Montanejos. Sense arribar a entrar a Veo, passa pel sud del poble. En aquest tram uneix els nuclis d'Aín i de l'Alcúdia de Veo.

## Festes
- Sant Antoni Abat. Se celebren el cap de setmana anterior al 17 de gener i en elles es programen sopars populars, música i bous al carrer.
- Mare de Déu dels Desemparats. Es commemora el segon diumenge de maig. Els veolins porten la imatge d'aquesta Verge des de l'església del poble fins a la de Benitandús, d'on és la titular. Allà se celebra una missa i, en acabar, es fa una breu processó pel llogaret.
- Festes d'estiu. Tenen lloc al darrer els cap de setmana de juliol.